# Eda Erdem Dündar
Eda Erdem Dündar (ur. 22 czerwca 1987 w Stambule) – turecka siatkarka, reprezentantka kraju, grająca na pozycji środkowej.
Poprzez zdjęcie wykonane w 2019 roku przez fotoreportera Merta Bulenta powstał posąg siatkarki, który został odsłonięty w czasie uroczystości 8 marca 2024 roku przed stadionem Fenerbahçe Şükrü Saracoğlu w Stambule.
30 września 2024 roku w Stambule gminie Ataşehir w dzielnicy Atatürk przy zbiegu ulic Dicle i Fırat został nazwany park jej imieniem.

## Osiągnięcia klubowe
Mistrzostwo Turcji:
- 2009, 2010, 2011, 2015, 2017, 2023[3], 2024[4]
- 2014, 2016, 2021, 2022[5], 2025[6]
- 2006, 2012, 2013, 2018, 2019

Superpuchar Turcji:
- 2009, 2010, 2015, 2022[7], 2024[8]

Puchar Turcji:
- 2010, 2015, 2017, 2024[9], 2025[10]

Puchar CEV:
- 2014
- 2013
- 2009

Klubowe Mistrzostwa Świata:
- 2010
- 2012, 2021

Liga Mistrzyń:
- 2012
- 2010
- 2011, 2016

## Osiągnięcia reprezentacyjne
Liga Europejska:
- 2009, 2011
- 2010

Mistrzostwa Europy:
- 2023[11]
- 2019
- 2011, 2017, 2021

Volley Masters Montreux:
- 2016, 2018

Liga Narodów:
- 2023[12]
- 2018
- 2021

## Nagrody indywidualne
- 2010: Najlepsza blokująca Ligi Europejskiej
- 2010: Najlepsza zagrywająca Klubowych Mistrzostw Świata[13]
- 2011: Najlepsza zagrywająca Ligi Europejskiej
- 2015: Najlepsza środkowa Mistrzostw Europy
- 2016: Najlepsza środkowa Final Four Ligi Mistrzyń
- 2017: Najlepsza środkowa Mistrzostw Europy
- 2018: Najlepsza środkowa Ligi Narodów
- 2019: Najlepsza środkowa Mistrzostw Europy
- 2020: Najlepsza środkowa Europejskiego Turnieju Kwalifikacyjnego do Letnich Igrzysk Olimpijskich 2020
- 2021: Najlepsza środkowa Ligi Narodów
- 2021: Najlepsza środkowa Mistrzostw Europy